# Belgrade (Minnesota)
Belgrade è una città degli Stati Uniti d'America, situata in Minnesota, nella contea di Stearns.